# Carcharhinus acronotus
Il carcarino (Carcharhinus acronotus) Poey, 1860) o squalo dal naso nero (nome con cui è maggiormente conosciuto) è una specie di squalo, che vive comunemente nelle acque tropicali e subtropicali dell'oceano Atlantico. Il suo habitat è generalmente caratterizzato da fondali sabbiosi, sassosi o ricoperti di alghe. Gli adulti abitano in genere acque più profonde rispetto agli esemplari giovani. Si tratta di un piccolo squalo che in genere non supera gli 1.3 metri di lunghezza, ed il suo corpo è simile a quelli di altri Carcharhinus, cioè snello e con un muso allungato ed arrotondato, occhi grandi ed un'unica a piccola pinna dorsale. La sua caratteristica peculiare è la presenza di una macchia nera proprio sulla punta del muso.
Si nutre principalmente di pesci ossei e cefalopodi e capita che cada preda di squali più grandi. La modalità di riproduzione è vivipara, cioè l'embrione è cresciuto all'interno di una placenta. La femmina partorisce da 3 a 6 cuccioli per volta in tarda primavera o prima estate, ogni due anni o ogni anno a seconda dell'esemplare, dopo una gestazione che dura da 8 ad 11 mesi. La specie non è una minaccia nota per l'uomo, anche se è documentata una sua condotta piuttosto aggressiva nei confronti di un gruppo di subacquei. La quantità di questi squali che viene pescata è rilevante, e l'IUCN ha classificato la specie tra quelle in pericolo. Nel 2009 la National Oceanic and Atmospheric Administration (NOAA) degli USA ha dichiarato che le popolazioni statunitensi di questa specie sono in diminuzione per eccesso di pesca ed ha proposto nuovi interventi in difesa dell'animale.

## Tassonomia

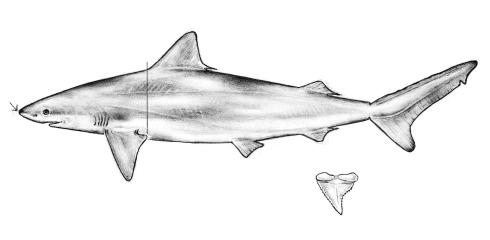
Disegno di un esemplare e di un dente

Il naturalista cubano Felipe Poey pubblicò la prima descrizione dell'animale nel 1860, chiamandolo Squalus acronotus, nella sua opera Memorias sobre la historia natural de la Isla de Cuba. Autori successivi deciserò tuttavia di inserire la specie nel genere Carcharhinus. Il tipo nomenclaturale era un maschio lungo 98 cm catturato al largo di Cuba.
Nel 1982, Jack Garrick ha suggerito una parentela su basi morfologiche tra la specie in questione ed il sottogruppo contenente il Carcharhinus sealei ed il Carcharhinus dussumieri, mentre Leonard Compagno propose nel 1988 l'appartenenza ad un gruppo contenente tra gli altri il Carcharhinus falciformis ed il Carcharhinus melanopterus. Vi sono state diverse analisi molecolari volte a dirimere la questione: Gavin Naylor nel 1992 dimostrò attraverso lo studio degli allozimi che la specie era la più basale tra quelle del genere Carcharhinus, mentre Mine Dosay-Abkulut nel 2008 riscontrò delle affinità ribosomali tra la specie, il Carcharhinus limbatus ed il Carcharhinus porosus. Infine il Nasolamia velox, rinvenuto lungo le coste occidentali tropicali delle Americhe, potrebbe discendere dal Carcharhinus acronotus in seguito a mutazioni teratologiche legate alla cyclopia.

## Areale
Abitano le piattaforme continentali ed insulari della costa orientale delle Americhe dalla Carolina del Nord sino al Brasile meridionale, comprese quelle delle Bahamas, del Golfo del Messico e del Mar dei Caraibi. Si osservano migrazioni stagionali dal Sud degli Stati Uniti verso il Nord in estate e verso il Sud o l'oceano aperto in inverno. Qualcosa di analogo avviene nel Golfo del Messico.

## Habitat
Frequentano le acque costiere con fondali ricoperti di alghe, sabbia o frammenti di conchiglie e coralli.
La specie è spazialmente segregata sia per taglia che per sesso. Ad esempio in genere si incontrano solamente esemplari giovani in acque poco profonde, mentre gli adulti prediligono profondità superiori a 9 metri e sono comuni a profondità di 64 metri.

## Aspetto

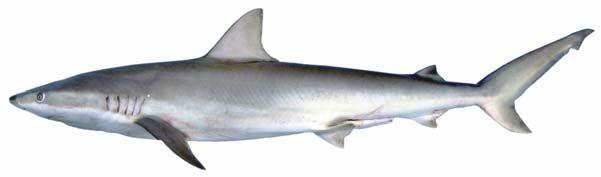
Questo squalo ha un corpo snello, con un muso allungato e le pinne dorsali, nonché la prima dorsale, relativamente ridotte.

Il corpo è snello ed allungato, il muso arrotondato e gli occhi larghi. Davanti a ciascuna narice si trova un lembo di pelle piuttosto sviluppato, che divide le aperture per l'immissione da quelle per l'emissione dell'acqua. Su ciascun lato delle mascelle superiore ed inferiore ci sono file di rispettivamente 12-13 ed 11-12 denti. Due denti inoltre si possono osservare in corrispondenza della simfisi, una membrana che si trova nel mezzo. I denti sono triangolari ed obliqui, con le punte dentellate. Le cinque paia di fessure branchiali sono di dimensioni ridotte, infatti non raggiungono un terzo della lunghezza alla base della prima pinna dorsale.
Quest'ultima pinna è a sua volta di dimensioni ridotte ed a forma di falce, con l'apice appuntito ed il bordo posteriore molto breve. La seconda pinna dorsale è invece relativamente grande, anche se è comunque alta la metà della prima. Non si trova traccia di creste tra queste due pinne. Le pinne pettorali sono corte ed affusolate. Tutto il corpo è ricoperto da dentelli dermici sovrapposti che in genere formano da 5 a 7 creste longitudinali (3 negli esemplari più giovani) che si uniscono in da 3 a 5 denti marginali. Il colore della pella è a metà tra un giallo spento ed un grigio verdastro o marrone chiaro sul dorso e dal bianco al giallo sul ventre. La macchia nera distintiva della punta del muso è più evidente nei giovani. Le punte della seconda pinna dorsale, del lobo superiore della caudale ed a volte anche di quello inferiore sono di colore più scuro del resto del corpo. Le dimensioni tipiche dell'animale sono comprese tra gli 1.3 e gli 1.4 metri, la massa è all'incirca di 10 kg. Il record appartiene ad un esemplare che ha raggiunto la lunghezza di 2 metri ed il peso di 18.9 kg

## Biologia
Questo piccolo e rapido predatore si nutre principalmente di pesci ossei, tra i quali spiccano il Lagodon rhomboides, gli scienidi, gli sparidi, le acciughe, pesci scatola, pesci istrice, nonché polpi ed altri cefalopodi. Se sono costretti ad una competizione per il cibo con altri squali, la loro rapidità consente loro di battere sul tempo esemplari più grandi come il Carcharhinus perezi. A volte numerosi esemplari si riuniscono in banchi, e per questo è possibile confonderli con acciughe o cefali. Il livello di filopatria è alto: sia i giovani che gli adulti tendono a frequentare le stesse acque anno dopo anno.
Spesso diventano preda di altri squali. Si sono osservati alcuni Carcharhinus acronotus in cattività mostrarsi minacciosi nei confronti di sommozzatori o di nuovi squali inseriti nello stesso ambiente. I sintomi di questo malessere da parte dell'animale sono tipici: inarcano il dorso, abbassano le pinne pettorali, spalancano le mascelle e nuotano a zig zag con movimenti nervosiT. Specie parassite di quella in questione sono i copepodi (in particolare Nesippus orientalis, Perissopus dentatus, Pandarus sinuatus, Kroyeria sphyrnae, Nemesis atlantica, ed Eudactylina spinifera) ed i cestodi (nei generi Paraorygmatobothrium e Platybothrium).

### Vita
Come succede per altri Carcharhini, la specie è vivipara: dopo che l'embrione in via di sviluppo esaurisce la sua riserva di nutrimento contenuta in una sorta di tuorlo, la sacca che conteneva quest'ultimo sviluppa le connessioni placentali che consentono alla madre di nutrire ulteriormente il figlio. Almeno per quanto riguarda le acque statunitensi, i maschi si riproducono ogni anno e le femmine ogni due. In Brasile invece, complici le temperature più miti, il ciclo riproduttivo è più breve ed anche le femmine si riproducono ogni anno. La vitellogenesi, cioè la formazione dell'uovo all'interno dell'ovario, avviene in tarda estate ed è immediatamente seguita dall'accoppiamento e dalla fecondazione in autunno, in modo che la prole possa venire alla luce tra la fine della primavera e l'estate successiva. La stagionalità di questi eventi suggerisce come i cicli riproduttivi siano traslati temporalmente di sei mesi tra gli esemplari boreali e quelli australi. La gestazione dura all'incirca 8 mesi in Brasile, dai 9 agli 11 negli USA.
In genere nascono da 1 a 6 squaletti in una volta in zone a bassa profondità come le baie o nei pressi di mangrovie. Ad esempio si sa che molti cuccioli vengono alla luce nella Bulls Bay al largo della California del Sud. Le dimensioni della cucciolata non dipendono comunque da quelle della madre. I nuovi nati misurano da 38 a 50 cm. Le femmine crescono meno rapidamente, ma alla fine raggiungono lunghezze ed età più elevate. In più gli esemplari del Golfo del Messico tendono a vivere più a lungo rispetto ai loro omologhi che vivono più a Sud. In queste zone meridionali gli animali non superano lunghezze di 90 cm e le raggiungono all'età media di 4.3 anni per i maschi e 4.5 per le femmine. Nel Golfo del Messico la lunghezza massima è più bassa (circa 85 cm), ma viene raggiunta a 5.4 e 6.6 anni d'età (ancora per maschi e femmine) L'età massima è stata calcolata in 16.5 anni nell'Atlantico meridionale ed in 19 nel Golfo del Messico

## Interazioni con l'uomo

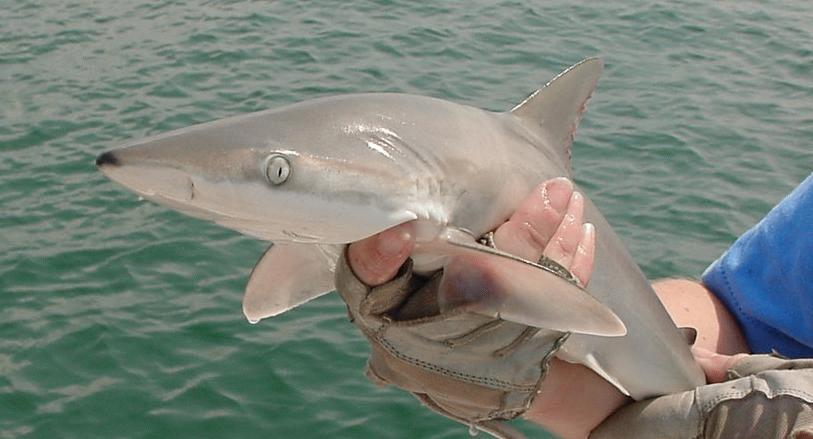
Non si ritiene che la specie sia pericolosa per l'uomo.

Non c'è traccia di attacchi da parte di questo squalo nei confronti dell'uomo. Si consiglia comunque prudenza se l'animale iniziasse a mostrare i tipici comportamenti dello squalo che si sente minacciato. La specie è oggetto di pesca sportiva ed è fonte di battaglia per i pescatori dotati di equipaggiamento leggero. In alcune zone ha anche una discreta importanza commerciale in quanto è catturato sia intenzionalmente che incidentalmente in reti fisse o mobili. La pesca più intensa avviene in Florida sudoccidentale, Venezuela e Brasile; la carne viene poi venduta essiccata e salata. La pesca accidentale di questi squali avviene soprattutto ad opera di battelli per la pesca dei gamberi. Questo aspetto è critico in quanto spesso nelle reti finiscono esemplari giovani.
Al largo degli USA, la pesca è regolata dal Fisheries Management Plan (FMP) del 1993 emesso dal National Marine Fisheries Service. Questo piano riguarda da vicino gli squali dell'Atlantico e del Golfo del Messico. La specie in questione è classificata all'interno del complesso degli "Small Coastal Shark" (SCS). Dal 1999 al 2005, una media di 27484 Carcharhinus acronotus (corrispondenti a 62 tonnellate metriche) sono stati catturati ogni anno nelle acque territoriali statunitensi. Studi recenti da parte della National Oceanic and Atmospheric Administration (NOAA) indicano come questa specie sia stata sovrapescata sia nell'Atlantico che nel Golfo del Massico. Risale al 2009 la proposta dell'istituto sopracitato di istituire una quota massima separata che riguardi solo questa specie e che sia fissata in un numero di 6065 esemplari all'anno. Anche l'abolizione della pesca con reti alla foce nell'Atlantico è stata proposta. Al contrario il livello della pesca di questa specie in Brasile sembra costante, mentre non ci sono dati attendibili per la zona caraibica. L'IUCN ha stabilito che la specie è in pericolo in tutto il mondo.